# Adalbert Wymann
Adalbert Wymann (voller Name: Jakob Adalbert Wymann) (* 17. Januar 1858 in Beckenried; † 10. Februar 1923 ebenda) war ein Schweizer Politiker. Von 1901 bis 1919 gehörte er als Vertreter der Liberalen dem Regierungsrat des Kantons Nidwalden an.

## Leben
Adalbert Wymann wurde als Sohn des Ratsherren und Gemeindepräsidenten Niklaus Wymann und der Aloisia Feller geboren. Er besuchte die Grundschule in Beckenried und danach die Sekundarschule in Stans. Nach der Schule lernte Wymann in der Westschweiz Französisch. Schon mit neunzehn Jahren wurde er Gemeindeschreiber in Beckenried. Im Militär brachte Wymann es bis zum Rang eines Hauptmanns.
Ab 1889 war Adalbert Wymann Mitglied des Gemeinderats. Von 1895 bis 1901 und erneut von 1905 bis 1907 war er Gemeindepräsident von Beckenried. Zudem war Wymann Sekretär im Armenrat, Aktuar im Kirchenrat und Waisenvogt der Gemeinde Beckenried.
Bereits mit 25 Jahren wurde Adalbert Wymann Ratsherr im Landrat. In diesem Amt blieb er zwei Wahlperioden lang bis ins Jahr 1895. Seit 1887 war Wymann zudem Mitglied im Kantonsgericht und brachte es dort bis zum Vizepräsidenten.  An der Landsgemeinde 1901 wurde er in den Regierungsrat gewählt. Im Jahr 1919 wurde er aus seinem Amt als Militärdirektor in der Nidwaldner Regierung abgewählt. 
Adalbert Wymann heiratete am 26. Juli 1878 in Beckenried Karolina (auch Carolina) Käslin. Aus dieser Ehe stammen acht Kinder (je vier Söhne und Töchter). Ein Sohn starb jung. Otto Wymann, ein weiterer Sohn, wurde ebenfalls Regierungsrat. Wymann war lange Jahre Sekretär der Nidwaldner Brandversicherung und 25 Jahre Mitglied und zeitweise Präsident der Ersparniskasse Nidwalden. Zudem war er Sekretär des Arbeitgeberverbands Schweizerischer Bindemittelfabrikanten und Präsident der AG Kalk.   

## Quelle
- Neues Stammbuch. Band VIII, Wymann, 5 (2), Seite 6